# جوان فوكس
جوان فوكس (بالإنجليزية: Joanne Fox)‏ هي لاعبة كرة الماء أسترالية، ولدت في 12 يونيو 1979 في ملبورن في أستراليا.

## وصلات خارجية
- جوان فوكس على موقع الاتحاد الدولي للسباحة (الإنجليزية)
- جوان فوكس على موقع اللجنة الأولمبية الدولية (الإنجليزية)
- جوان فوكس على موقع أوليمبيديا (الإنجليزية)
- جوان فوكس على موقع اللجنة الأولمبية الأسترالية (الإنجليزية)